# Challhöchi (Pass)
Die Challhöchi ist ein 848 m ü. M. hoher Gebirgspass im Schweizer Kettenjura südöstlich von Basel an der Grenze der Kantone Basel-Landschaft und Solothurn.
Es ist der Übergang zwischen den oberen Baselbiet und dem Raum Olten – die darüber führende Straße verband die beiden Orte Eptingen und Ifenthal respektive Hägendorf, war aber nur von lokaler Bedeutung. Heute hat diese Aufgabe die Schweizer Autobahn A2 übernommen, die mit dem Belchentunnel den Pass unterquert. Der Pass ist nach dem Weiler Chall benannt, einer zur Gemeinde Eptingen gehörenden Hofsiedlung.
Die Namensgebung dürfte daher rühren, dass es eine kahle Höhe (ohne Baumbewuchs) war.
Der Diegterbach entspringt unweit nördlich der Challhöhi in knapp 200 Meter Entfernung.
Während des Zweiten Weltkriegs wurde der Pass mit der Sperrstelle Challhöchi befestigt.